# Azerbaigian al Turkvision Song Contest
L'Azerbaigian ha partecipato a tutte le edizioni del  Turkvision Song Contest a partire dal debutto del concorso nel 2013. La rete che cura le varie partecipazioni è la ATV Azerbaijan. Fino ad ora vanta una vittoria nel 2013.

## Partecipazioni
- Primo posto
- Secondo posto
- Terzo posto
- Ultimo posto

| Anno | Artista         | Canzone               | Posizione           | Punti               | Note                |
| ---- | --------------- | --------------------- | ------------------- | ------------------- | ------------------- |
| 2013 | Farid Hasanov   | "Yaşa"                | 1°                  | 210                 |                     |
| 2014 | Elvin Ordubadli | "Divlerin Yalqizliği" | 9°                  | 177                 |                     |
| 2015 | Mehman Tağiyev  | "İstanbul"            | 7°                  | 155                 |                     |
| 2017 | Sevinc Beyaz    | Edizione cancellata   | Edizione cancellata | Edizione cancellata | Edizione cancellata |
| 2020 | Aydan İlxaszade | "Can Can Qardaş Can"  | 5°                  | 193                 |                     |